# Кастильон Фибоки
Кастильо̀н Фибо̀ки (на италиански: Castiglion Fibocchi) е малко градче и община в централна Италия, провинция Арецо, регион Тоскана. Разположено е на 300 m надморска височина. Населението на общината е 2248 души (към 2010 г.).